# Малатеста Унгаро
Вижте пояснителната страница за други личности с името Галеото Малатеста.
Галеото Малатеста, наричан Малатеста Унгаро (на италиански: Galeotto Malatesta, Malatesta Ungaro; * юни 1327; † юли 1372, Римини, Папска държава) е италиански благородник от фамилията Малатеста, кондотиер, народен капитан и сеньор на Римини (1363 – 1372) и на Йези.

## Биография
Той е вторият син на Малатеста II Малатеста „Гуастафамилия“ (1299 – 1364), господар на Пезаро и на Римини, и съпругата му Костанца Ондедей. По-големият му брат е Пандолфо II (1325 – 1373).
Името си „Унгаро“ получава, когато през декември 1347 г. служи при унгарския крал Лайош I Велики. През 1367 г. той помага на папа Урбан V да се върне в Рим.

## Фамилия
∞ 1. за жена с неизвестно име и има с нея дъщеря:
- Костанца Малатеста († 15 октомври 1378), омъжена на 29 юли 1363 г. за Уго д’Есте (1344 – 1370), син на маркиз Обицо III д’Есте[1]

∞ 2. през 1362 г. за Костанца д’Есте (* 25 юли 1343, † 13 февруари 1392), незаконна дъщеря на Обицо III д’Есте (1294 – 1352), маркиз на Ферара и господар на Модена. Тя е сестра на зет му Уго д’Есте.